# Omoadiphas aurula
Omoadiphas aurula — вид змій родини полозових (Colubridae). Ендемік Гондурасу.

## Поширення і екологія
Omoadiphas aurula є ендеміками Національного парку Кусуко в горах Сьєрра-де-Омоа на північному заході Гондурасу, в департаменті Кортес. Вони живуть в густих хмарних лісах, на висоті від 1250 до 1900 м над рівнем моря. Ведуть переважно нічний спосіб життя.

## Збереження
МСОП класифікує цей вид як вразливий. Omoadiphas aurula загрожує знищення природного середовища.